# Chrześcijaństwo w Kraju Basków
Chrześcijaństwo w Kraju Basków – chrześcijaństwo w Kraju Basków pojawiło się prawdopodobnie w IV wieku w głównych miastach regionu. Szerzenie tej religii wśród przywiązanych do tradycji Basków było trudne i długotrwałe, a w miarę, jak postępowało, nie było możliwe uniknięcie przenikania się chrześcijaństwa z dawnymi obyczajami i mitami Basków.

## Początki
Chociaż pierwsze gminy chrześcijańskie pojawiły się w Kraju Basków już w IV wieku w Pampelunie, Vitorii, Bayonne i Calahorrze, nic pewnego nie wiadomo o obecności chrześcijaństwa w Baskonii przed V wiekiem, kiedy to najazdy Germanów spowodowały wyludnienie miast i wzmocnienie roli wsi, a tym samym umocnienie tradycyjnych wierzeń.
Według podań wielką rolę w szerzeniu religii chrześcijańskiej w Baskonii odegrał św. Saturnin, który w 22 roku, z polecenia Piotra Apostoła, głosząc Ewangelię, dotarł z Akwitanii do Pampeluny. Wśród nawróconych przez niego miał znaleźć się senator Firmus, którego syn został pierwszym biskupem Pampeluny. Źródła historyczne podają jednak, że pierwsze biskupstwo w Kraju Basków ustanowiono dopiero w 457 roku w Calahorrze.
Dalsze rozprzestrzenianie się chrześcijaństwa następowało powoli, ale pokojowo. Choć Baskowie miejscami sprzeciwiali się chrystianizacji, powszechniejsze było "mieszanie" mitologii z wiarą chrześcijańską, co działo się zapewne za przyzwoleniem chrystianizatorów.

## Łączenie się chrześcijaństwa z mitologią
Najwyraźniej starożytne obyczaje widoczne są w tradycji bożonarodzeniowej, ale także w pojmowaniu postaci Matki Boskiej. Tak jak Mari, która znajdując się w dwóch różnych miejscach była swoją własną siostrą, również Maryję z Lourdes i Maryję z La Silette uważa się często za dwie różne osoby, siostry. Każda z siedmiu prowincji Kraju Basków posiada Maryję za patronkę; Baskowie mówią o nich "Dziewice baskijskie to siedem sióstr" (Zapi aizpatzo dira euskaldun birjinak).